# 르네상스 (잡지)
《르네상스》는 서화에서 발행하던 대한민국의 월간 만화 잡지이다. 대한민국 최초의 순정 만화 전문 잡지이며, 1988년에 창간되어 1994년에 폐간되었다.

## 연재 작품
- 1999년생
- 테르미도르
- 라비헴 폴리스
- 루이스씨에게 봄이 왔는가?
- 아테르타 연대기
- 엘리오와 이베트
- 엘 세뇨르
- 취접냉월
- 프로덕션 '한'

## 같이 보기
- 하이센스
- 댕기
- 윙크
- Issue
- PARTY